# Посуэло, Немесио Немесьевич
Неме́сио Неме́сьевич (Михаил Михайлович, Миша) Посуэ́ло (7 июля 1940, Харьков, Украинская ССР, СССР) — советский футболист, нападающий. Мастер спорта СССР (1963).

## Биография
Сын испанских эмигрантов в СССР. Отец был членом центрального комитета Коммунистической партии Испании, мать скончалась от рака, когда Посуэло было 7 лет.
Был определён в детский дом в Иваново, где начал играть в футбол. Здесь же в детдоме его стали называть «Мишей» за сходство в поведении с героем повести Аркадия Гайдара «Тимур и его команда» Мишкой Квакиным — также любил лазать в чужие сады за яблоками.
После того, как отец, работник автозавода, получил квартиру на Автозаводской улице, Посуэло поступил в футбольную школу «Торпедо» и с 1960 года начал играть за главную команду. Во второй половине сезона-1964 перешёл в «Спартак», 1965 год начал в ленинградском «Зените», но был дисквалифицирован до конца сезона.
После того, как игрок «Спартака» Юрий Севидов сбил члена-корреспондента АН СССР Д. И. Рябчикова, Посуэло в числе ещё 18 футболистов, «злостных нарушителей режима», был пожизненно дисквалифицирован как частый нарушитель режима — он в тот день злоупотреблял вместе с Севидовым.
Работал на ЗИЛе, потом строил город Краснокаменск Читинской области, играл на первенство области за местный «Геолог» в течение 6 лет. Там женился, в середине 1970-х вернулся в Москву, где 20 лет работал на заводе, а также был начальником спортивно-массового отдела и тренером СК ГПЗ-21 (1970—1997), тренером команды ветеранов «Россия» (1993—1996).
В 1996 переехал в Испанию, в город Велилья-де-Сан-Антонио. По состоянию на 2007 год работал тренером детской школы.

## Семья
Жена Нина, воспитал дочь.